# Йекун Вали-ад-дин
Йе́кун Вали ад-Дин (Йакун, Йекен, Еген, араб. ولي الدين يكن‎;
1873—1921) — египетский арабский прозаик, поэт,публицист, журналист.

## Биография
Турецкого происхождения. Вместе в родитеми переехал в Египет. Рано осиротел.
Окончил французский коллеж в Каире. В 1895—1897 годах сотрудничал в каирских газетах.
Последователь идей модернизации ислама. За антиправительственную деятельность был сослан в Сивас (Турция) (1902—1908). По возвращении служил в Министерстве юстиции, продолжал публицистическую деятельность в Каире и Александрии.
Статьи в сборнике «Известное и неизвестное» (ч. 1—2, 1909—1910) посвящены социальным проблемам Египта, вопросам современной политики, взаимодействия арабской и европейской культур. Взгляды писателя нашли отражение и в сборниках статей «Чёрные страницы» (1910) и «Опыты» (1913). «Диван» (изд. 1924) включает политические стихотворения, элегии и панегирики, любовную лирику; неоконченный роман «Дикрам и Раиф» — о революционной турецкой молодёжи. Для стиля Йе́куна Вали ад-Дина характерно сочетание эмоциональности, патетической приподнятости с острой сатирой.
Злоупотреблял кокаином.